# Chara (algue)
Pour les articles homonymes, voir Chara.
Genre
Chara est un genre d'algues vertes évoluées de la famille des Characeae. 
Ces végétaux sont majoritairement des algues d'eau douce, seules quelques espèces vivent en eaux saumâtres, trouvées dans des habitats littoraux ou dans des zones humides exposées à l'influence du sel.
Elles appartiennent au groupe non encore bien formalisé des Charophyta (et sont de l'ordre des Charales). Linné a créé le genre Chara en 1753.
Présentes depuis au moins le Silurien (430 à 410 millions d'années), elles semblent être les algues les plus proches des plantes vertes terrestres (Embryophyta). Les botanistes sont en train d'étudier leurs relations génétiques avec d'autres groupes végétaux pour confirmer ou infirmer cette hypothèse.
Ces plantes sont en régression ou ont déjà disparu d'une grande partie de leur aire naturelle et potentielle de répartition, en raison de la destruction de leur habitat, mais surtout en raison de l'eutrophisation croissante et générale de l'environnement. 
En Europe, dont en France, elles sont encore mal connues, malgré l’importance de ce groupe pour la qualification et désignation de communautés végétales d’habitat d’intérêt communautaire ou en tant qu'espèces bioindicatrices. Mais des groupes s'organisent, autour des conservatoires botaniques, du Muséum et de l'Agence nationale de la biodiversité pour compléter les inventaires et mieux les connaître.
Par exemple une première liste de Characées a été validée pour la Picardie, en complément de la publication du  « Guide des végétations des zones humides en Picardie »  et à cette occasion la Picardie s'est avérée abriter des populations comprenant près de 80 % des espèces de Charophytes connues en France !
L'étude des Characées est la charologie.

## Description

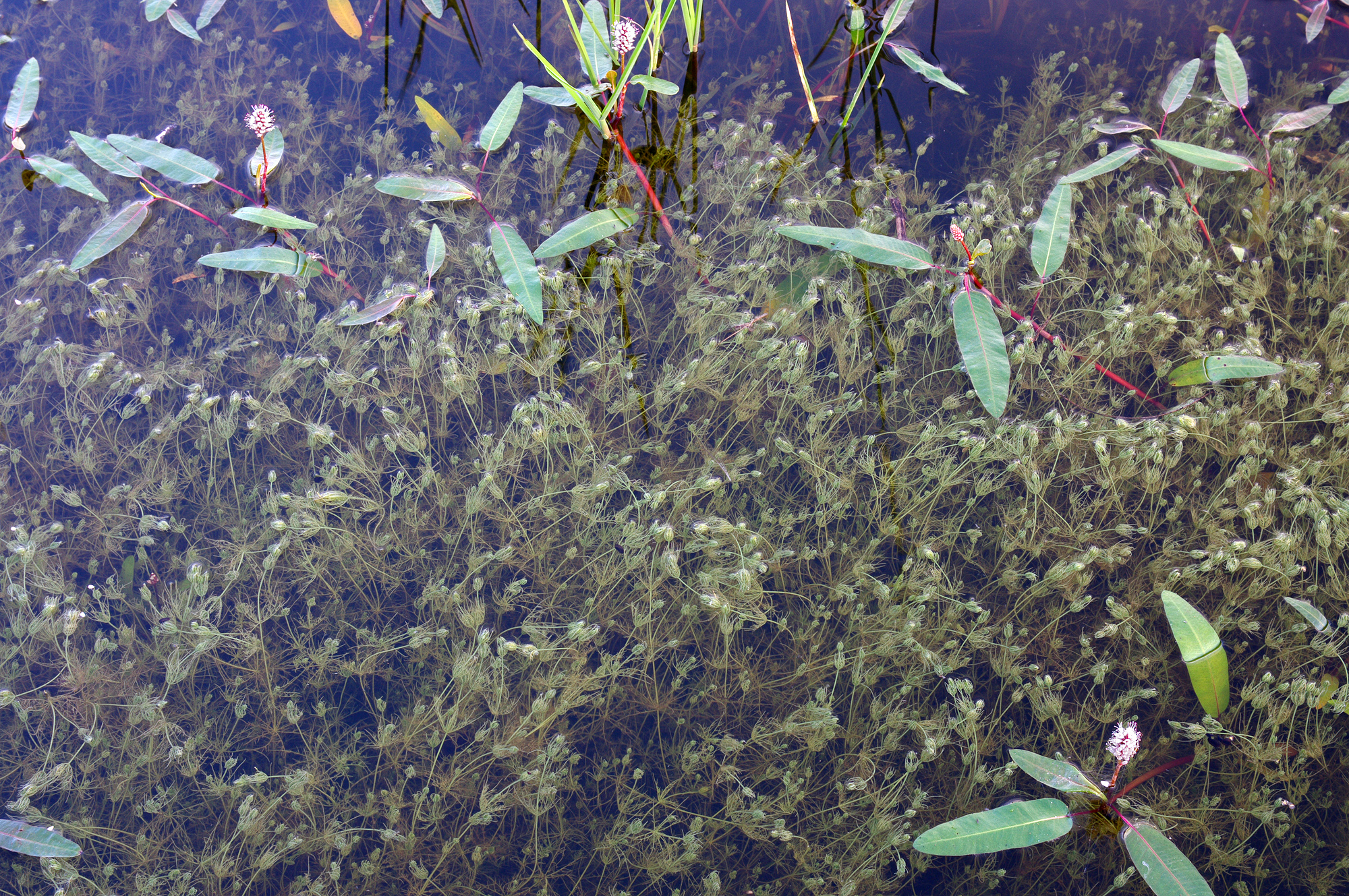
Tapis de Charas

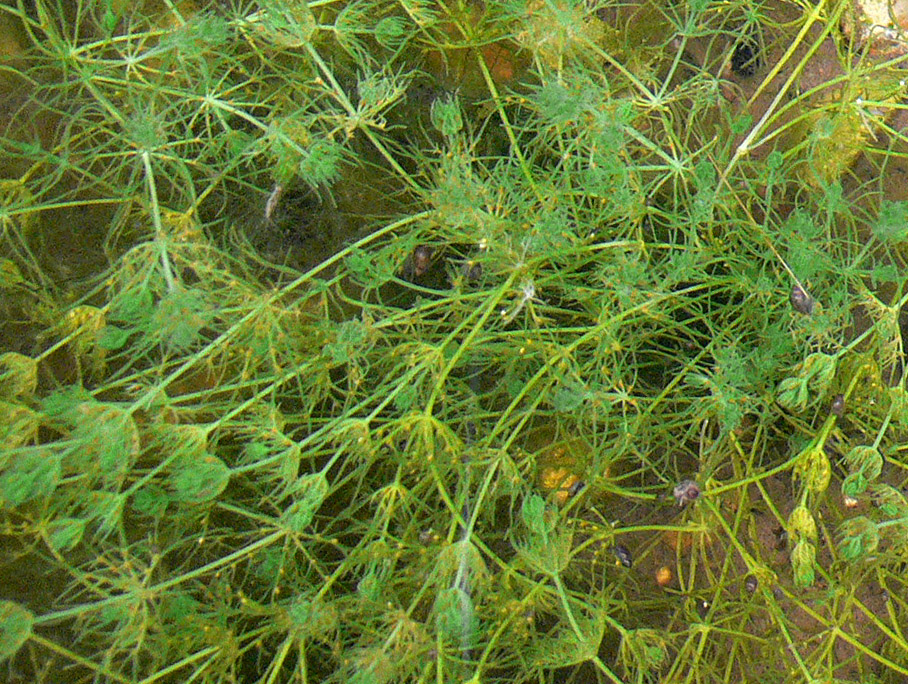
Chara sp.

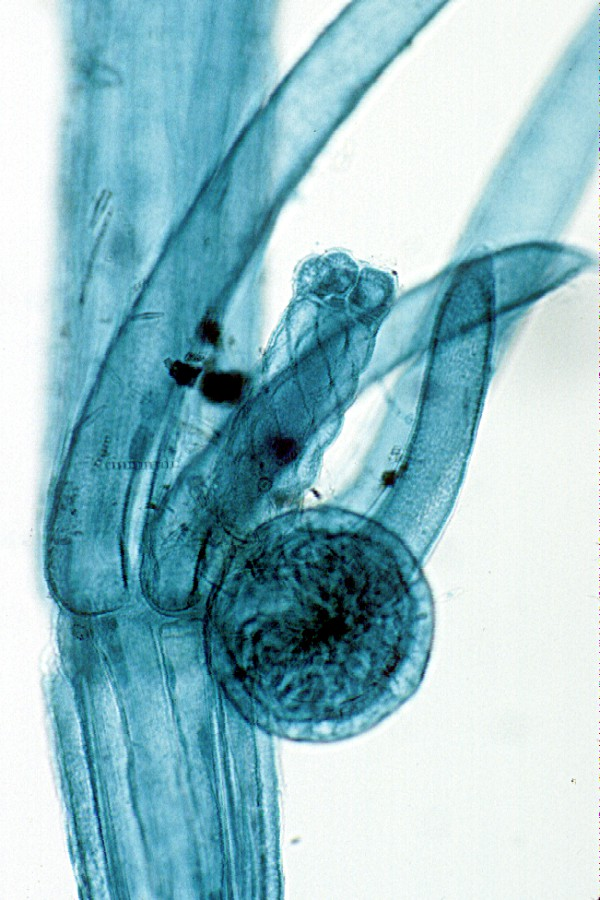
photographie au microscope optique, montrant de profil la totalité d'un oogonium et d'un anthéridium de Chara

Charas et Characées sont des algues multicellulaires et branchues, caractérisées par des cellules géantes (macroscopiques, d'une longueur de 1 à 2 cm pour chaque cellule de la tige principale). Ces cellules sont généralement cortiquées ; chacune est constituée d'une grande vacuole centrale, d'un endoplasme, et du cytoplasme qui contient un ou plusieurs noyau(x) et qui est animé d'un constant mouvement, dit de « cyclose ». Cette cyclose est caractérisée par une vitesse de flux au moins huit fois plus rapide (jusqu'à 70 µm/s) que celle observée chez d'autres plantes telle que l'élodée. Ceci fait des Characées un intéressant modèle de laboratoire pour l'étude du phénomène de cyclose.
Sous la membrane plasmique, l'ectoplasme (film cytosolique sans cyclose) tapissé de chloroplastes est responsable de la photosynthèse.
Aux entrenœuds, des verticilles de « rameaux » courts (appelés phylloïdes) prennent naissance, qui donneront éventuellement lieu à une future subdivision de la plante.
Leur thalle peut atteindre 120 cm de long.
Elles n'ont pas de racines, mais se fixent dans le substrat (sable, sédiment vaseux, gravier..) par des rhizoïdes.
Après un certain temps, leur cuticule se rigidifie fortement en accumulant du carbonate de calcium. Elles prennent alors une texture dure et "griffante" au toucher (comme quand on manipule des prêles).
Certaines espèces émettent une odeur alliacée quand on les écrase.
Leur "tige" est en fait un thalle dont la partie centrale est creuse et composée de nœuds, chaque entre-nœud étant une cellule géante multinucléée. À chaque nœud, un éventail de petites ramilles la fait ressembler superficiellement aux plantes du genre Equisetum.
Chez la plante en bonne santé, on observe facilement et nettement au microscope - à l'intérieur des cellules géantes - le phénomène de cyclose (ou « streaming cytoplasmique »). On n'a jamais observé de cyclose plus rapide chez d'autres plantes. Ce mouvement, normalement entretenu par des microfilaments présents à l'intérieur de la cellule, est ralenti lorsqu'un toxique (ex : cyanure, cytochalasin B) y pénètre.

## Espèces du genreChara
On en connaît environ 400 espèces dans le monde (33 en Grande-Bretagne et Irlande selon Groves et Bullock-Webster ,) cependant Stewart and Church ont réduit ce nombre à 21.

## Habitat

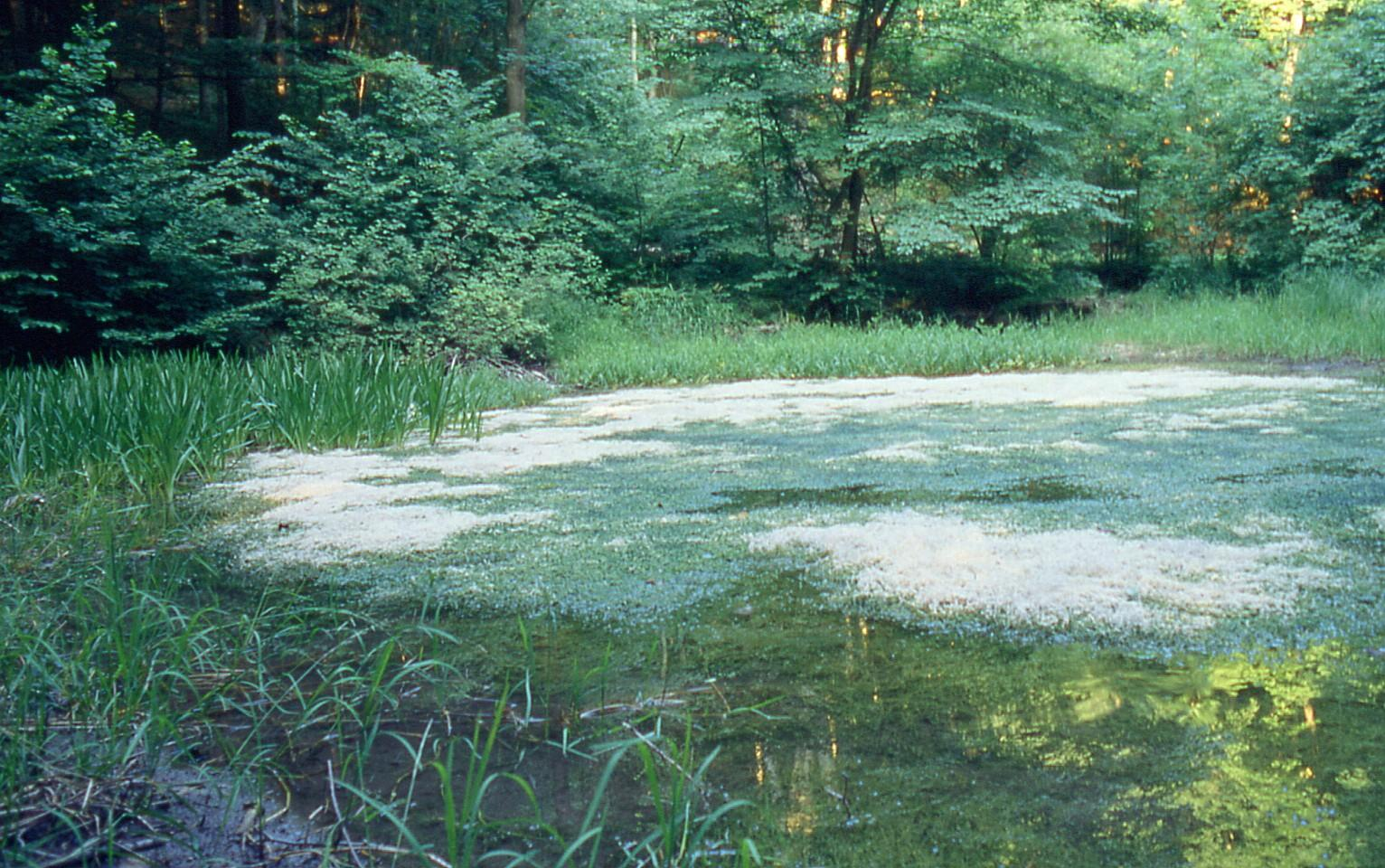
Mare printanière, riche en Characées qui profitent de la trouée de lumière

Hormis pour quelques espèces qui survivent en eau saumâtre ou dans des habitats maritimes périodiquement exposés aux embruns, les Characées sont des plantes aquatiques d'eau douce et claire, stagnante ou à très faible courant. Elles apprécient les eaux peu profondes (dures, éventuellement légèrement saumâtres et/ou parfois très calcaires) et ensoleillées. 
On les trouve parfois dans des bassins artificiels où par évaporation l'eau devient plus dure.
On les trouve dans les mares, fonds de carrière inondés, lacs, en herbiers parfois denses, ou en situation de plante pionnière, éventuellement éphémère.
Ces plantes étant caractéristiques de milieux faiblement à moyennement riches en éléments nutritifs, on les considère comme un bon bioindicateur de qualité de l'eau du point de vue de l'oligotrophie et d'une faible turbidité. L'eutrophisation est un des facteurs responsables de leur forte régression.

## Traits de vie et reproduction
Les organes reproducteurs sont disposés à l'aisselle des verticilles.
Les anthéridies et oogonies sont protégées par une couche de cellules (stériles à maturité). L'oogonium est de forme oblongue et se compose d'un seul "œuf", tandis que l'antheridium, sphérique, est composé de cellules produisant les spermatozoïdes. Ce qui fait des Characées les plus complexes de toutes les algues vertes et peut-être des descendantes directes d'un ancêtre qui pourrait aussi être celui de toutes les plantes terrestres.
De nombreux botanistes ont proposé que les Characées soient placées dans un embranchement particulier, souvent nommé Charophyta.
Leur classement cladistique (phylogénétique) est actuellement en cours de révision par les taxonomistes et les systématiciens. 
L'étude de l'ADN et de l'ARN de ces plantes pourrait confirmer ou infirmer l'hypothèse que ces plantes aient été le chaînon entre la vie aquatique et terrestre, moment crucial dans l'évolution de l'arbre phylogénétique de la vie, passage entre les algues et les mousses, il y a plus de 400 millions d'années selon Karol et al. (2001, Science).

## Biominéralisation
L'activité photosynthétique des Charophytes conduit à la précipitation plus ou moins cristallisée de carbonates de calcium autochtones, produisant une calcification intracellulaire de leur thalle et des « cellules en spirales » entourant l'oospore, appelées gyrogonites. Cette incrustation est une biominéralisation étudiée en paléohydrologie par des investigations isotopiques.

## Espèces

### Îles britanniques
Selon Stewart & Church (1992):
- Chara baltica Bruz.
- Chara canescens Desv. & Lois.
- Chara connivens Salzm. ex A.Braun
- Chara curta Nolta wx Kütz. (=C.aspera var. curta)
- Chara denudata (A.Braun) R.D.Wood
- Chara fragifera Durieu
- Chara intermedia Braun (=C. papillosa Kütz. and C. contraria × hispida)
- Chara mucosa J.Groves & Bullock-Webster
- Chara rudis (A.Braun) Leonh.
- Chara tomentosa L.
- Lamprothamnium papulosum (Wallr.) J.Groves
- Nitella capillaris (Krocker) J.Groves & Bullock-Webster
- Nitella gracilis (Smith) Agardh«  »
- Nitella hyalina (DC.)Agardh
- Nitella mucronata (A.Braun)Miquel
- Nitella spanioclema J.Groves & Bullock-Webster (Nitella flexilis var. spanioclema (J.Groves & Bullock-Webster))
- Nitella tenuissima (Desv.) Kütz.
- Nitellopsis obtusa (Desv.) J.Groves
- Topella intricata (Trent. ex Roth) Leonh. (à vérifier)
- Tolypella nidifica (O.F.Müll.) Leonh. (= Tolypella nidifica var. nidifica)
- Tolypella prolifera (Ziz. ex A.Braun) Leonh.

### Picardie (liste mise à jour 2019)
- Chara aspera Dethard. ex Willd.
- Chara canescens Desv. & Loisel.
- Chara connivens Salzm. ex A. Braun
- Chara contraria A. Braun ex Kütz.
- Chara crassicaulis J.C.Schleicher
- Chara curta Nolte ex Kütz.
- Chara delicatula Ag.
- Chara globularis Thuill.
- Chara hispida L.
- Chara major Vaillant
- Chara intermedia A. Braun
- Chara muscosa J. Groves & Bull.-Webst.
- Chara polyacantha A.Braun
- Chara rudis (A. Braun) Leonh.
- Chara tomentosa L.
- Chara vulgaris var. vulgaris R.D.Wood 1962
- Chara vulgaris var. crassicaulis (Schleich. ex A. Braun) Kütz.
- Chara vulgaris var. longibracteata (Kütz.) J. Groves & Bull.-Webst.
- Chara vulgaris f. subhispida Mig.
- Chara vulgaris var. papillata Wallr. ex A. Braun
- Nitellopsis obtusa (Desv.) J. Groves
- Nitella capillaris (Krock.) J. Groves & Bull.-Webst.
- Nitella confervacea (Bréb.) A. Braun ex Leonh.
- Nitella flexilis (L.) C. Agardh
- Nitella gracilis (Sm.) C. Agardh
- Nitella hyalina (DC.) C. Agardh
- Nitella mucronata (A. Braun) Miq.
- Nitella opaca (C. Agardh ex Bruzelius) C. Agardh
- Nitella syncarpa (Thuill.) Chev.
- Nitella tenuissima (Desv.) Kütz.
- Nitella translucens (Pers.) C. Agardh
- Tolypella glomerata (Desv.) Leonh.
- Tolypella intricata (Trentep. ex Roth) Leonh.

### Autres régions
- Family Chaetosphaeridiaceae[14]
  - Chaetosphaeridium globosum (Nordst.) Klebahn, 1893
  - Chaetosphaeridium ovalis G. M. Smith, 1916
  - Chaetosphaeridium pringsheimii Klebahn, 1892
  - Conochaete comosa Klebahn, 1893[15]
  - Diplochaete solitaria Collins, 1901

## Distribution

### Irlande
Co. Antrim
- C.aspera Deth. ex Willd. var. aspera
- C. globularis Thuill. var. globularis
- C. vulgaris var. papillata Wallr. ex A. Braun
- C. globularis var. virgata (Kützing) R.D.Wood
- C. vulgaris L. var. vulgaris
- C. vulgaris L. var. contraria (A.Braun ex Kützing) J.A. Moore
- C. vulgaris var. longibracteata (Kützing) J. Groves & Bullock-Webster
- C. vulgaris var. papillata Wallr. ex A. Braun
- Nitella flexilis (L.) var. flexilis
- Nitella translucens (Pers.) C.A. Ag.
- Tolypella nidifica (O. Mill.) Leonh. var. glomerata (Desv.) R.D.Wood

Co. Down
- C. aspera Deth. ex Willd. var. aspera
- C. aspera var. curta (Nolte ex Kützing) Braun ex Leonh.
- C. globularis Thuill. var. globularis
- C. vulgaris var. papillata Wallr. ex A. Braun
- C. globularis var. virgata (Kützing) R.D.Wood
- C. globularis var. annulata (Lilleblad) J.A.Moore
- C. hispida L.
- C. hispida var. hispida
- C. hispida var. major (Hartm.) R.D. Wood
- C. hispida var. rudis A. Braun
- C. pedunculata Kützing
- C. vulgaris L. var. vulgaris
- C. vulgaris L. var. contraria (A.Braun ex Kützing) J.A. Moore
- C. vulgaris var. longibracteata (Kützing) J. Groves & Bullock-Webster
- C. vulgaris var. papillata Wallr. ex A. Braun
- Nitella flexilis (L.) var. flexilis
- Nitella translucens (Pers) C.A. Ag.
- Tolypella nidifica (O. Mill.) Leonh. var. glomerata (Desv.) R.D.Wood

Co. Londonderry
- C.aspera Deth. ex Willd. var. aspera
- C. vulgaris var. papillata Wallr. ex A. Braun
- C. globularis Thuill. var. globularis
- C. globularis var. virgata (Kützing) R.D.Wood
- C. hispida L.
- C. hispida var. hispida
- C. vulgaris L. var. vulgaris
- C. vulgaris L. var. contraria (A.Braun ex Kützing) J.A. Moore
- C. vulgaris var. papillata Wallr. ex A. Braun
- Nitella flexilis (L.) var. flexilis
- Nitella translucens (Pers) C.A. Ag.
- Tolypella nidifica (O. Mill.) Leonh. var. glomerata (Desv.) R.D.Wood

Co. Mayo. Publications récentes à partir de Clare Island.
- C. virgata Kützing
- N. flexilis (Linnaeus) C.Agardh
- N. translucens (Persoon) C.Agardh

### Liste d’espèces
Selon World Register of Marine Species (12 avril 2018) :
- Chara acanthopitys (A.Braun) R.D.Wood, 1965
- Chara aculeolata F.T.Kützing, 1832
- Chara albaniensis (R.D.Wood) J.C.van Raam, 2010
- Chara altaica A.Braun, 1882
- Chara amplexa J.Groves & E.L.Stephens, 1933
- Chara andina (A.Braun) R.D.Wood, 1965
- Chara angolensis A.Braun, 1867
- Chara arcuatofolia J.Vilhelm, 1928
- Chara armata Meyen ex Kützing, 1857
- Chara aspera C.L.Willdenow, 1809
- Chara australis R.Brown, 1810
- Chara baltica A.Bruzelius, 1824
- Chara baueri A.Braun, 1847
- Chara behriana A.Braun, 1852
- Chara bharadwajae Y.S.R.K.Sarma & M.Khan, 1967
- Chara biharensis S.Mukherjee & M.N.Noor, 1985
- Chara brachystephana F.S.Han & H.C.Liu, 1963
- Chara braunii C.C.Gmelin, 1826
- Chara brevibracteata F.S.Han, 1991
- Chara brevicoronula W.Q.Chen,G.X.Wang & F.S.Han, 1990
- Chara brionica Stapf, 1885
- Chara brittonii T.F.Allen ex. C.B.Robinson, 1906
- Chara buckellii G.O.Allen, 1951
- Chara bulbillifera (Carl de Donterberg) A.García, 1990
- Chara calveraënsis (R.D.Wood) R.D.Wood, 1965
- Chara canescens J.L.A.Loiseleur-Deslongschamps, 1810
- Chara capensis E.Meyer ex Kützing, 1857
- Chara carmenensis T.F.Allen, 1894
- Chara chilensis Kützing, 1857
- Chara chrysospora J.Groves & E.L.Stephens, 1926
- Chara connivens P.Salzmann ex A.Braun, 1835
- Chara contraria A.Braun ex Kützing, 1845
- Chara corallina Klein ex C.L. Willdenow, 1805
- Chara corfuensis J.Groves, 1937
- Chara correntina E.J.Caceras, 1979
- Chara crassicaulis J.C.Schleicher, 1821
- Chara crinitiformis C.B.Robinson, 1906
- Chara cubensis T.F.Allen, 1894
- Chara curta E.F.Nolte ex Kützing, 1857
- Chara densispina F.S.Han & Y.M.Zheng, 1989
- Chara denudata A.Braun, 1843
- Chara diaphana (F.J.F.Meyen) R.D.Wood, 1965
- Chara domini J.Vilhelm, 1928
- Chara drouetii (R.D.Wood) R.D.Wood, 1965
- Chara ecklonii A.Braun ex Kützing, 1857
- Chara evoluta T.F.Allen, 1882
- Chara fibrosa C.Agardh ex A.Bruzelius, 1824
- Chara filiformis H.Hertzsch, 1855
- Chara fischeri W.Migula, 1904
- Chara foliolosa H.L.Mühlenberg ex C.L.Willdenow, 1805
- Chara formosa C.B.Robinson, 1906
- Chara fragifera M.C.Durieu de Maisonneuve, 1859
- Chara fulgens N.Filarszky, 1934
- Chara galioides A.P.De Candolle, 1813
- Chara globata W.Migula, 1904
- Chara globularis J.L.Thuiller, 1799
- Chara gobiana J.Vilhelm, 1928
- Chara grovesii B.P.Pal, 1932
- Chara guairensis R.Bicudo, 1974
- Chara guatemalensis (Nordstedt) C.B.Robinson, 1906
- Chara gymnophylla A.Braun, 1835
- Chara haitensis M.P.J.F.Turpin, 1829
- Chara hakonensis (H.Kasaki) R.D.Wood, 1965
- Chara halina A.García, 1993
- Chara handae B.S.Pal, 1932
- Chara hatei S.C.Dixit, 1940
- Chara hellenica A.Langangen, 2010
- Chara hereroensis C.F.O.Nordstedt, 1900
- Chara hirsuta T.F.Allen, 1900
- Chara hispida Linnaeus, 1753
- Chara hookeri A.Braun, 1849
- Chara hornemanni
- Chara hornemannii J.Wallman, 1853
- Chara horrida L.J.Wahlstedt, 1862
- Chara hunanensis X.Q.Chen & L.Liu, 1986
- Chara hungarica N.Filarszky, 1930
- Chara hydropitys H.Reichenbach, 1829
- Chara hydropytis
- Chara imperfecta A.Braun, 1850
- Chara inconnexa T.F.Allen, 1882
- Chara inconstans A.Braun ex Kützing, 1857
- Chara indica C.G.Bertero ex C.Spengel, 1827
- Chara inermis J.S.Zanevald, 1940
- Chara infirma A.Braun, 1882
- Chara intermedia A.Braun, 1859
- Chara interrupta F.S.Han & P.C.Kao, 1963
- Chara juvenile E.J.Caceras, 1979
- Chara kenoyeri M.A.Howe, 1929
- Chara keukensis (T.F.Allen) C.B.Robinson, 1906
- Chara kieneri F.K.Daily, 1949
- Chara kirghisorum C.F.Lessing, 1835
- Chara kokeilii A.Braun, 1847
- Chara krausei M.Shameel, 2002
- Chara krausii
- Chara kraussiana J.Groves & E.L.Stephens, 1933
- Chara kraussii A.Braun ex Kützing, 1867
- Chara lanzhouensis Q.F.Zhao, 1991
- Chara leiopitys R.M.Whelden, 1946
- Chara leptopitys A.Braun, 1882
- Chara leptosperma A.Braun, 1882
- Chara linharensis R.Bicudo, 1976
- Chara locuples M.M.Hollerbach, 1960
- Chara longiarticulata F.S.Han, 1964
- Chara longicorollata H.Kasaki, 1954
- Chara longifolia C.B.Robinson, 1906
- Chara macounii (T.F.Allen) C.B.Robinson, 1906
- Chara martiana J.Wallman, 1853
- Chara mollusca A.Braun, 1882
- Chara mucronata N.Filarszky, 1930
- Chara muelleri (A.Braun) F.Müller, 1889
- Chara muscosa J.Groves & G.R.Bullock-Webster, 1924
- Chara myriophylla A.Braun, 1852
- Chara nitelloides (A.Braun) R.D.Wood, 1965
- Chara nuda B.S.Pal, 1932
- Chara ohridana Kostic, 1936
- Chara oligocarpa Y.Y.Li, 1988
- Chara palaeofragilis
- Chara paragymnopitys F.S.Han, 1958
- Chara paucicorticata E.J.Caceras, 1978
- Chara piniformis W.Q.Chen & F.S.Han, 1990
- Chara polyacantha A.Braun, 1859
- Chara polycarpa F.S.Han & P.C.Tuan, 1978
- Chara polyphylla Kützing, 1843
- Chara preissii A.Braun, 1843
- Chara pseudo-brachypus J.Groves & E.L.Stephens, 1926
- Chara pseudocanescens Ling, Xie & Qiu, 1991
- Chara pseudoglobularis Y.M.Zheng & F.Han, 1989
- Chara pseudoglobularis F.S.Han, 1991
- Chara pseudohydropitys K.Imahori, 1950
- Chara quadriscutula X.Q.Chen & al., 1988
- Chara robbinsii B.D.Halsted, 1879
- Chara rudis (A.Braun) H.von Leonhardi, 1864
- Chara rusbyana M.A.Howe, 1929
- Chara santiaguensis E.J.Caceres, 1978
- Chara setosa Klein ex C.L.Willdenow, 1805
- Chara shanxiensis Y.J.Ling, 1985
- Chara sikiangensis F.S.Han & P.C.Tuan, 1978
- Chara sinkiangensis F.S.Han & P.C.Tuan, 1978
- Chara socotrensis C.F.O.Nordstedt, 1883
- Chara stachymorpha U.Ganterer, 1847
- Chara stoechadum Sprengel
- Chara strigosa A.Braun, 1847
- Chara submollusca C.F.O.Nordstedt, 1888
- Chara tanyglochis H. & J.Groves, 1906
- Chara tenera O.J.Hasslow, 1939
- Chara tenuispina A.Braun, 1835
- Chara tomentosa Linnaeus, 1753
- Chara unica W.Q.Chen & G.X.Wang, 1990
- Chara uzbekistanica M.M.Hollerbach, 1960
- Chara vernicosa Y.J.Ling, G.Z.Deng & Z.Li, 1990
- Chara vertillibracteata Y.J.Wang & W.T.Su, 1990
- Chara vesicata H.L.Fu & Q.F.Zhao, 1991
- Chara vieillardii (A.Braun) R.D.Wood, 1965
- Chara virgata Kützing, 1834
- Chara vulgaris Linnaeus, 1753
- Chara wallichii A.Braun, 1882
- Chara yunchengensis Y.J.Ling, S.L.Xie & L.C.Qiu, 1991
- Chara zeylanica C.L.Willdenow, 1805

### Guides taxonomiques
- Conservatoire botanique national de Franche-Comté, DREAL et Région Franche-Comté  () Guide illustré des Characées du nord-est de la France ; avec présentation de 35 taxons via des  fiches illustrées pour la détermination (difficile) des espèces de ce groupe, avec renseignements sur son habitat (écologie, phytosociologie, répartition) ; gratuit à certaines conditions
- Cozette P (1904) Catalogue des algues terrestres et d'eau douce du Nord de la France. Congrès des Sociétés Savantes, Section des Sciences, 1903(1904) : 254-328.
- Tela botanica : Guide des Characées de France méditerranéenne – Tela Botanica tela-botanica.org/2015/12/article7177